# Душан Чавић
Душан Чавић (Београд, 7. новембар 1974) српски је глумац, редитељ, продуцент и новинар. Заједно са Душаном Шапоњом снима видео-прилоге за серијал Марка жвака.

## Биографија
Душан Чавић је рођен 7. новембра 1974. године у Београду, а одрастао је у новобеоградским блоковима. Глумом почео да се бави у Атељеу 212 где је као деветогодишњак играо у представи Лети у гору као птица.
Свог имењака, а касније и кума, Душана Шапоњу упознао је 1993. године, када су заједно играли у представи Смрт у Академском културно-уметничком друштву „Бранко Крсмановић“. Исте године се по први пут појавио у остварењу Суза и њене сестре, Зорана Чалића, у ком су главне улоге тумачили Игор Первић и Марта Келер. Двојица Душана су, средином деведесетих година, почела да се баве новинарством, а на Радију Б92 најпре су радили радио-драме.
Чавић је глуму дипломирао на Академији уметности у класи професорке Ружице Сокић. Њени студенти били су и Драган Ашлер, Александра Ђурић, Јелена Илић, Невена Мијовић, Ивана Младеновић, Младен Милосављевић, Сандра Шабани, Јована Цветковић, Ивана Фотез, Весна Кљајић, Емица Дачић и Синиша Убовић. Касније је остварио мању улогу у филму Муње!, а глумио је и у серијалу Миле против транзиције у ком је одиграо неколико епизодних ликова. Током служења дела војног рока у „Застава филму”, Чавић је снимио кратке филмове Џомбометар и Војнички пасуљ.
Радећи на пројекту Циклотрон, Чавић и Шапоња су забележили већи број видео-снимака који су имали добар пријем код гледалаца, попут прилога о пипачима хлеба почетком новог миленијума. Касније је промењена форма емисије, па су почели да раде краће прилоге које су од 2006. наставили да приказују под називом Марка жвака. Фокус њихових видео материјала и необичних репортажа од почетка је био на људима са маргине. Њихов документарни филм под називом PRC, проглашен је најбољим у својој категорији на фестивалу „Краткофил” у Бањој Луци 2008. године. Такође, филм Биба Струја у њиховој режији награђен је на иностраним фестивалима IDFA у Амстердаму, ZagrebDox у Загребу 2010, као и на домаћем Белдоксу 2012. године. Крајем 2020. ауторима емисије Марка жвака уручена је награда „Добар пример новог оптимизма”.

## Улоге

### Позоришне представе
| Наслов                | Улога                       | Редитељ            | Позориште                       | Премијера          |
| --------------------- | --------------------------- | ------------------ | ------------------------------- | ------------------ |
| Лети у гору као птица | Дечак                       | Зоран Ратковић     | Атеље 212                       | 3. март 1983.      |
| Ана                   | Владлен                     | Дејан Мијач        | Атеље 212                       | 5. јун 1984.       |
| Разбојници            | Подмладак разбојника, Гарда | Бранислав Лечић    | Југословенско драмско позориште | 29. фебруар 1992.  |
| Седморица против Тебе | Полифонт                    | Никита Миливојевић | Београдско драмско позориште    | 9. јануар 1993.    |
| Смрт                  |                             | Никола Завишић     | АКУД „Бранко Крсмановић”        | 1993.              |
| Женски оркестар       |                             | Ружица Сокић       | Позориште Славија               | 25. новембар 1999. |

### Филмографија
| Год.       | Назив                  | Улога                                        |
| ---------- | ---------------------- | -------------------------------------------- |
| 1993.      | Суза и њене сестре     | Тамарин друг из школе                        |
| 2001.      | Муње!                  | Басиста издајица хардкора                    |
| 2002.      | Џомбометар             | сценариста и редитељ                         |
| 2002.      | Војнички пасуљ         | сценариста и редитељ                         |
| 2003—2007. | Миле против транзиције | Слободан Милошевић / саобраћајац / странац 1 |
| 2008.      | PRC                    | косценариста и коредитељ                     |
| 2012.      | Биба Струја            | косценариста и коредитељ                     |
| 2023.      | Муње: Опет!            | Бечки полицајац Јохан                        |

### Остали пројекти
Чавић је снимио и монтирао спорт за песму Миле Берета панк рок бенда „Трње”.

## Награде и признања
- Награда за најбољи документарни филм на фестивалу „Краткофил” 2008. године (филм PRC)[15]
- Награда за најбољи пројекат на међународним фестивалима „IDFA” и „ZagrebDox” 2010, као и награда за најбољи филм на 5. „Белдокс” (филм Биба Струја)[16][17][18]
- Награда „Добар пример новог оптимизма” 2020.[19]